# MORNING ALIVE
「MORNING ALIVE」（モーニング・アライブ）は、広島エフエム放送の朝ワイド番組。前枠「GOOD MORNING」、「MORNING UP!」に代わって、2005年10月3日から2017年3月31日までの11年半にわたって放送された。広島の今を伝える。広島の朝にこだわるがコンセプト。

## 放送時間
2005年10月3日～2006年3月31日
- 月〜木曜日 7:30-10:30
- 金曜日 7:30-10:20

2006年4月3日～2007年9月28日
- 月〜木曜日 7:30-10:30
- 金曜日 7:30-10:15

2007年10月1日～2013年3月29日
- 月〜水曜日 7:30-10:30
- 木曜日 7:30-10:20
- 金曜日 7:30-10:15

2013年4月1日〜2015年9月30日
- 月〜水曜日 7:30-11:00
- 木曜日 7:30-10:20
- 金曜日 7:30-10:15

2015年10月1日〜2017年3月31日
- 月・火曜日　7:30-11:00
- 水曜日　　　7:30-10:55
- 木曜日　　　7:30-10:50
- 金曜日　　　7:30-10:15

## 時刻ジングル
放送開始〜2007年11月
- 番組開始当初はジングルがなかったが、しばらくして流れるようになった。2006年4月からはこれまで流れなかった金曜日も流れるようになった。
- 8:23頃まで（金曜日は8:19まで）は数回、時刻アナウンスジングルが流れている。
- ピアノの音が流れ柴田の声で時刻を伝えるジングルだった。

2007年11月～
- 柴田とは違う女性の声で、オルゴール調の短い音楽が流れた後に、時刻を伝えている。なお、7:30のジングルはこれまで通り。
- 8:19のジングルは月〜木は簡単に広島の天気予報が流れ、『この後は交通情報と詳しい天気予報。貢藤さんよろしく！』と流れる。これ以外にも、以下のようなバージョンもある。
  - 『十六さん朝ごはんちゃんと食べましたか？』
  - 『貢藤さんがんばって！』
- 上記のメッセージのあとに貢藤がそれに対するコメントをしていたが、始めてから1週間でこのジングルは流れなくなり、時刻ジングルの後すぐ交通情報が流れ、天気予報もカットされた。

2008年3月〜
- これまでとあまり変わらないが、アナウンスの声が変わった。また，時刻ジングルが7：30のみとなっている。

## パーソナリティ

### 現在
- 山本三季雄（2009年4月 - ）月・火曜日担当

2009年4月 - 2010年3月は火・木曜日
2010年4月 - 2015年9月は月～水曜日
- 益村千代（2015年10月 - ）水・木曜日担当
- 藤井香苗（2015年10月 - ）金曜日担当

### 過去
| 年月日                        | 担当曜日   | 担当曜日   | 担当曜日   | 担当曜日   | 担当曜日 |          |
| 年月日                        | 月         | 火         | 水         | 木         | 金       |          |
| ----------------------------- | ---------- | ---------- | ---------- | ---------- | -------- | -------- |
| 2005年10月3日 - 2006年9月29日 | 黒田恭敬   | 黒田恭敬   | 黒田恭敬   | 黒田恭敬   | 柴田直子 |          |
| 2006年10月2日 - 2008年3月28日 | 貢藤十六   | 貢藤十六   | 貢藤十六   | 貢藤十六   | 柴田直子 |          |
| 2008年3月31日 - 2009年3月31日 | 貢藤十六   | 臼井美貴   | 貢藤十六   | 臼井美貴   | 貢藤十六 |          |
| 2009年4月1日 - 2010年3月31日  | 臼井美貴   | 山本三季雄 | 臼井美貴   | 山本三季雄 | 臼井美貴 |          |
| 2010年4月1日 - 2015年9月30日  | 山本三季雄 | 山本三季雄 | 山本三季雄 | 臼井美貴   | 臼井美貴 |          |
| 2015年10月1日 - 2017年3月31日 | 山本三季雄 | 山本三季雄 | 益村千代   | 益村千代   | 藤井香苗 | 藤井香苗 |

## 番組について
- これまでHFMは月〜木と金曜日の朝は別番組だったが、今回の番組スタートに伴い月曜日〜金曜日の朝は同一番組となった。
- 月〜木の前番組「GOOD MORNING」の末期ごろ、「MORNING ALIVE」の番宣が多く行われており、初代パーソナリティの黒田恭敬が頻繁に登場していた。
- 金曜日は「ヒロシマウィメンズハーモニー」放送の関係で10:15までの放送、木曜日は『小さな親切ありがとうの言葉』を放送するため、10:20までとなる。
- 番組内ではリスナーから頂いた広島県内各地の朝の情報（天気や渋滞情報など）を紹介している。最近は少なくなったが、金曜日はリスナーが住んでいる地域の週末に行われるイベントの情報も流していた。
- 交通情報のあとには次の交通情報の予告と天気予報を伝えている（伝えていない時間帯もある）。

### 2005年10月〜2006年9月
- ニュース（スポーツも含む）やトピックス、交通情報を重点にしている番組であるためか、7時台から8時台にかけては約30分おきにニュースを伝えている。また、天気予報もこまめに伝えている。
- 交通情報のBGMはこの番組のみ他番組とは違っている。番組開始当初は車のエンジン音がなるBGMだった。2006年4月からは小曽根真の「パラダイス・ウィングス」が使われていた。[1]
- 木曜日のエンディングには金曜日担当の柴田が登場し、黒田とトークを行っていた。金曜日のエンディングには、2005年末頃まではたまに黒田が登場し、金曜日の担当番組でもある「GOOD AGES CAFE」の宣伝で出演することがあった。

黒田の卒業
- 2006年9月28日の放送で1年間DJを務めた月〜木担当の黒田が卒業（なお、金曜日の「GOOD AGES CAFE」（2007年3月終了）は引き続き担当）。翌日の放送のエンディングで、後任の貢藤十六が初登場した。

### 2006年10月〜2008年3月
- 月〜木は貢藤十六が担当。木曜日のエンディングでは黒田時代から引き続き、柴田とトークを行っていた。
- 2007年10月から交通情報が新しいBGM、ジングルになった。なお、月〜木と金曜日ではそれぞれ最初のジングルが若干異なっている（交通情報の曲はジェイク・シマブクロの「Skyline」）。NEWS ALIVE（8:27頃のものは除く）、SPORTS ALIVEも新しいBGMになり、放送開始当初から使われていた次のニュース項目に移る際のアタック音も新しくなったが、2008年4月よりヘッドラインニュース&スポーツニュースのコーナーで再び使われている。
- 2006年9月から、DJプロフィール（DJ交代に伴う）や月〜木の初代DJだった黒田の日記を最後にホームページが更新されていない状態だった。2007年4月にブログが新設され、貢藤は「To-Rock日記」と題して、身近なことの他に、毎週月曜日に「俺の空」と題して、どこの空かを当てるクイズが恒例となっていたが、2008年3月で「俺の空」は終了した。柴田は「しばっちのFridayトーク」と題し、毎週金曜日の放送終了後に更新が行われていた。こちらも身近な話題が多い。

柴田の卒業
- 2008年3月28日の放送で2年半DJを務めた金曜担当の柴田が卒業。これにより、放送開始当初のDJが居なくなった。また、同日の放送で放送開始から一緒にDJを務めた、初代月〜木担当の黒田がスタジオに遊びに来ていた。何の予告も無かったそうで、柴田は本番中に驚いていた。

### 2008年4月〜2009年3月
- 貢藤の担当曜日は自ら『十六（Monday / Wednesday / Friday）のMORNING ALIVE』と言っている。臼井も予告で言っている。
- 以前は、金曜日以外はタイトルに曜日をつけることがあまりなかったが、最近では「（貢藤十六・臼井美貴）がお送りしています、○曜日のMORNING ALIVEです。」、「（貢藤十六・臼井美貴）がお送りしているMORNING ALIVE○曜日です。」と頻繁にアナウンスしている。
- 新しいジングルが追加されたり、月・水・金（貢藤担当）と火・木（臼井担当）とでは交通情報の始まりのジングルが違っているなど若干ジングルに変更点がある。
- 交通情報のあとに「皆さん、今日もセーフティドライブで行きましょう」「皆さん、今日も1日安全運転でお願いします」のフレーズをよく言っている。
- 2008年5月29日は臼井に代わって貢藤が代打を務めた。この週の体制は（月・水・木・金）貢藤十六、（火）臼井美貴であった。
- 2008年9月22日・24日は貢藤が夏休みの為、臼井が代理を務めた。従って、この週の体制は（月〜木）臼井美貴、（金）貢藤十六となる。
- 上記の翌週のブログで貢藤が結婚したことが書かれている。本人はどうやって報告しようか悩んでいたようだが、「庄司悟のリクエスト魂」内で彼の結婚式に出席した庄司悟が報告前にあっさりとこのことを話していた。なお、貢藤の所属事務所のブログに結婚式の様子が掲載されている。

曜日体制の変更
- これまでは月〜木と金曜日でパーソナリティが異なっていたが、この時期から新体制となる。これまで月〜木担当の貢藤は月・水・金曜日に変更、新パーソナリティの臼井美貴は火・木曜日の担当となった。

貢藤の卒業
- 2009年3月30日の放送をもって、2年半DJを務めた貢藤が卒業した。なお、貢藤は2009年4月よりサンフレッチェ・ラジオ・サポーターズクラブ “GOA〜L”の4代目パーソナリティとなる。

アンデルセンサウンドブレックファーストの放送終了
- 広島FMの開局から放送されてきた長寿番組「アンデルセンサウンドブレックファースト」が2009年3月31日をもって26年3ヶ月の歴史に幕を閉じた。2009年4月より新番組「アンデルセンサタデーアコースティックラウンジ」が毎週土曜日の朝9時にスタートした。パーソナリティは椎名まさ子が担当。

### 2009年4月〜2010年3月
- 臼井がこれまでの火・木担当から月・水・金担当に異動し、新パーソナリティの山本三季雄は火・木の担当になる。
- 「アンデルセンサウンドブレックファースト」の枠は、主に当番組のヘッドラインニュースに充てられている。また、放送開始当初からあった「NEWS ALIVE」のコーナーは、「ヘッドラインニュース」とコーナー名が変わった。

山本三季雄のワイド番組復帰
- 「gogoja」や「30/40」のワイド番組などで「DJミッキー」の愛称で親しまれている山本が、この番組で約6年ぶりのワイド番組復帰を果たした。また、かつては朝番組のパーソナリティを担当していたことがある。

### 2010年4月〜2015年9月
- DJの担当曜日が変更する。山本は月～水曜日、臼井は木・金曜日の担当に変わる。

臼井の卒業
- 2015年9月25日の放送を以って、臼井が卒業した。歴代DJで最長の7年半担当したことになる。

### 2015年10月～2017年3月
- DJの担当曜日が変更する。山本は月・火曜日に変わる。水・木曜日のDJとして元エフエム山陰アナウンサーの益村が加入する。金曜日については後述。
- 2017年3月31日の放送をもって、11年半にわたる放送を終了。

## 主なコーナー

### 現在
- トラフィックインフォメーション…日本道路交通情報センターから道路状況を伝える。その後，JRと広島電鉄運行情報・広島空港と岩国錦帯橋空港フライトインフォメーションをDJが伝える。
- ウェザーリポート…今日の天気予報
- SPORTS ALIVE…最新スポーツニュース。かつてはトヨタ提供の"TOYOTA SPORTS ALIVE"だったが、撤退し、現在のタイトルとなった。
- ヘッドラインニュース&スポーツニュース…8時台のニュース。
- 奥迫玉苑の今日の運勢…月ごとの運勢を「○・×・△・◎」で占う。
- ショットニュース（月～木曜日）…エンディング前にニュースを5本程度コンパクトに伝える。
- BINGOフラッシュ（毎週木曜日）…レポーターによる備後地方のレポート。
- 献血情報（毎週月曜日）…固定施設と移動献血車での献血のご案内。
- 広島信用金庫presents bright people（毎月第2木曜日）

### 過去
- ちょっとしたマネー講座
- 雑学コーナー
- 黒田セレクション
- 広島地名伝説…広島の地名の歴史を紹介する。
- 広島なんじゃろう？（月～木）…広島に関するクイズを柴田が出題し、後で正解・解説を伝える。当初は、パーソナリティがコメントしていたこともあった。また、金曜日にも出題していたことがあるが、クイズを出題して1曲はさんだ後に正解と解説を伝えるスタイルだった。こちらは収録ではなく、生放送で行っていた。
- PICK UP WORDS…ニューストピックや身の回りに関する言葉を一つ取り上げる。
- ノビーのレッツゴール（毎週火曜日）…HFMアナウンサーの磯貝修也がサンフレッチェ広島関係の話題を伝える。最後に自身の担当番組「サンフレッチェ・ラジオ・サポーターズクラブ “GOA〜L”」の宣伝も行う。
- To-Rock Chart!（毎週水曜日）…毎週日曜日夜8時から放送している「HFM WEEKLY CHART」（2007年9月で終了）のエッセンスを元に、ランキングを紹介している（ランキングはそのまま）。
- 男同士が語るマイホーム（毎週木曜日）
- WEEKEND ALIVE（毎週金曜日）…週末に予定されている映画・コンサートなどのイベントをまとめて紹介する（前身は前番組「MORNING UP!」のコーナー「WEEKEND UP!」）。
- いまさらインターネット教室（毎週金曜日）…インターネットについての解説。
- アンデルセンサウンドブレックファースト…ヨーロッパのお話とクラシックサウンドを届ける。パーソナリティ：岡田美絵
- NEWS ALIVE…朝の最新ニュース
- 週刊東京通信（毎週火曜日）…東京在住で広島にゆかりのある方と電話を繋いで話す。また、月一回土曜日に「月刊東京通信」という番組も放送されているが、同番組のインタビュアーも臼井が担当している。
- 話題の解説（毎週水曜日）…比治山大学の島津邦弘教授が広島の話題について解説する。
- ひろしまシティ情報（毎週木曜日）広島市からのお知らせ。
- 藤娘 飾るこころの週暦（毎週水曜日）

## タイムテーブル
- 7:30 オープニング
- 7:33 トラフィックインフォメーション&ヘッドラインニュース＜提供：エディオン＞
- 7:44 ウェザーレポート
- 7:50 SPORTS ALIVE

- 8:00 SUZUKI Breakfast News＜提供：SUZUKI＞
- 8:09 ルートインホテルズ 今日のキーワード＜提供：ルートインホテルズ＞
- 8:10 Honda Smile Mission＜提供：Honda＞
- 8:19 トラフィックインフォメーション&ウェザーレポート
- 8:25 ヘッドラインニュース&スポーツニュース
- 8:30
  - （月）献血情報
  - （木）BINGOフラッシュ
- 8:39 トラフィックインフォメーション＜提供：（火）3Qカット、（木）タカセ不動産＞
- 8:55 奥迫玉苑の今日の運勢

- 9:00 トラフィックインフォメーション&ウェザーレポート＜提供：にしき堂＞
- 9:10 （第1火）東京情報
- 9:24 快適生活ラジオショッピング
- 9:30 ウェザーレポート
- 9:35 トラフィックインフォメーション
- 9:55 ニュース+天気予報

- 10:06 （第2木）広島信用金庫 presents bright people＜提供：広島信用金庫＞
- 10:10 （月）メディカル
- 10:55（月・火）ショットニュース
- 10:45（水・木）ショットニュース
- 10:47頃（水・木）エンディング
- 10:57頃 （月・火）エンディング

## MORNING ALIVE Friday!

### これまでの金曜日の本番組について
- 初代、金曜日パーソナリティの柴田はMORNING ALIVE 金曜日言っていた。実際に2006年3月までは構成が月〜木と微妙に違っていたり、コーナーBGMの違い、ジングルがかなり使われているなど違う点が多かったが、2006年4月からは月〜木と構成がほぼ統一されていた。

### 番組について
- 2015年10月2日より金曜日の放送はMORNING ALIVE Friday!（モーニング・アライブ フライデー!）として放送している。タイムテーブル上は新番組扱いだが，ホームページはMORNING ALIVE同じであるため、このページに記す。*DJは藤井香苗。かつて藤井はこの番組の前身MORNING UP!以来10年ぶりに金曜日のワイド番組担当となる。[2]
- 主なタイムテーブルやコーナーはこれまでと同じであるが、番組ジングル・交通情報・天気予報のBGM変更，ショットニュースの廃止など，月～木曜日とは若干違った構成となっていた。

### タイムテーブル
- 7:30 オープニング
- 7:33 トラフィックインフォメーション&ヘッドラインニュース＜提供：エディオン＞
- 7:44 ウェザーレポート
- 7:50 SPORTS ALIVE

- 8:00 SUZUKI Breakfast News＜提供：SUZUKI＞
- 8:09 ルートインホテルズ 今日のキーワード＜提供：ルートインホテルズ＞
- 8:10 Honda Smile Mission＜提供：Honda＞
- 8:19 トラフィックインフォメーション&ウェザーレポート
- 8:25 ヘッドラインニュース&スポーツニュース
- 8:39 トラフィックインフォメーション
- 8:55 奥迫玉苑の今日の運勢

- 9:00 トラフィックインフォメーション&ウェザーレポート＜提供：にしき堂＞
- 9:24 快適生活ラジオショッピング
- 9:30 ウェザーレポート
- 9:35 トラフィックインフォメーション
- 9:55 ニュース+天気予報

- 10:10頃エンディング

## リンク
- MORNING ALIVEホームページ

| 広島エフエム放送 月～木曜の朝番組 | 広島エフエム放送 月～木曜の朝番組     | 広島エフエム放送 月～木曜の朝番組 |
| 前番組                            | 番組名                                | 次番組                            |
| --------------------------------- | ------------------------------------- | --------------------------------- |
| GOOD MORNING                      | MORNING ALIVE                         | GOOD JOG                          |
| 広島エフエム放送 金曜の朝番組     |                                       |                                   |
| MORNING UP!                       | MORNING ALIVE ↓ MORNING ALIVE friday! | GOOD JOG FRIDAY                   |